# Kanton Tartas-Est
Tartas-Est is een voormalig kanton van het Franse departement Landes. Het kanton maakte deel uit van het arrondissement Dax. Het is deels opgenomen in het nieuwe kanton Pays morcenais tarusate.

## Gemeenten
Het kanton Tartas-Est omvatte de volgende gemeenten:
- Audon
- Carcarès-Sainte-Croix
- Gouts
- Lamothe
- Le Leuy
- Meilhan
- Souprosse
- Tartas (deels, hoofdplaats)